# Christoph Ludwig Agricola

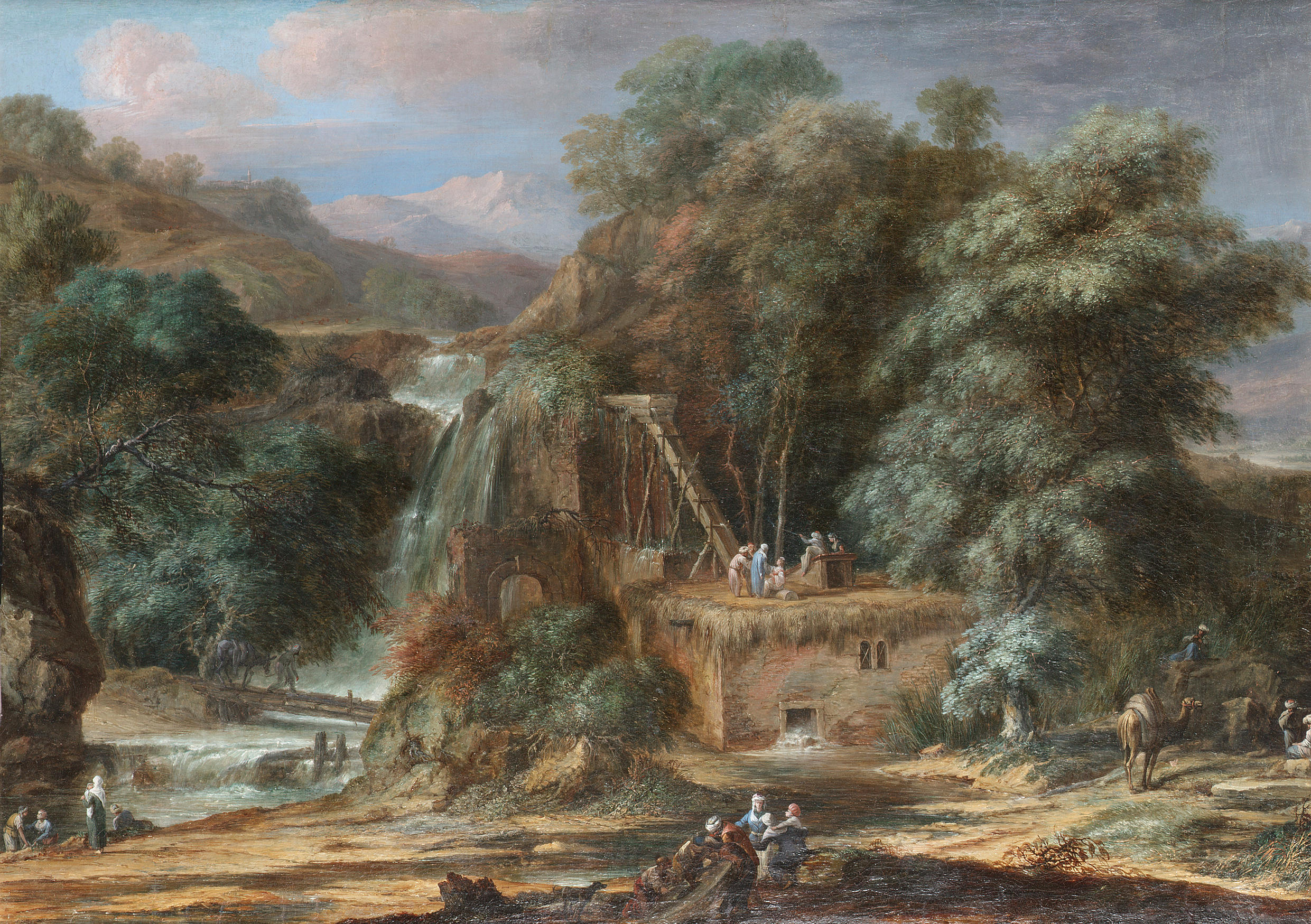
Orientaliskt flodlandskap av Agricola.

Christoph Ludwig Agricola, född 5 november 1667 i Regensburg, död 1719 i Regensburg, var en tysk landskapsmålare. Han tillbringade en stor del av sitt liv på resande fot, bland annat besökte han England, Nederländerna och Frankrike. Han tillbringade en längre tid i Neapel.